# 朴笔

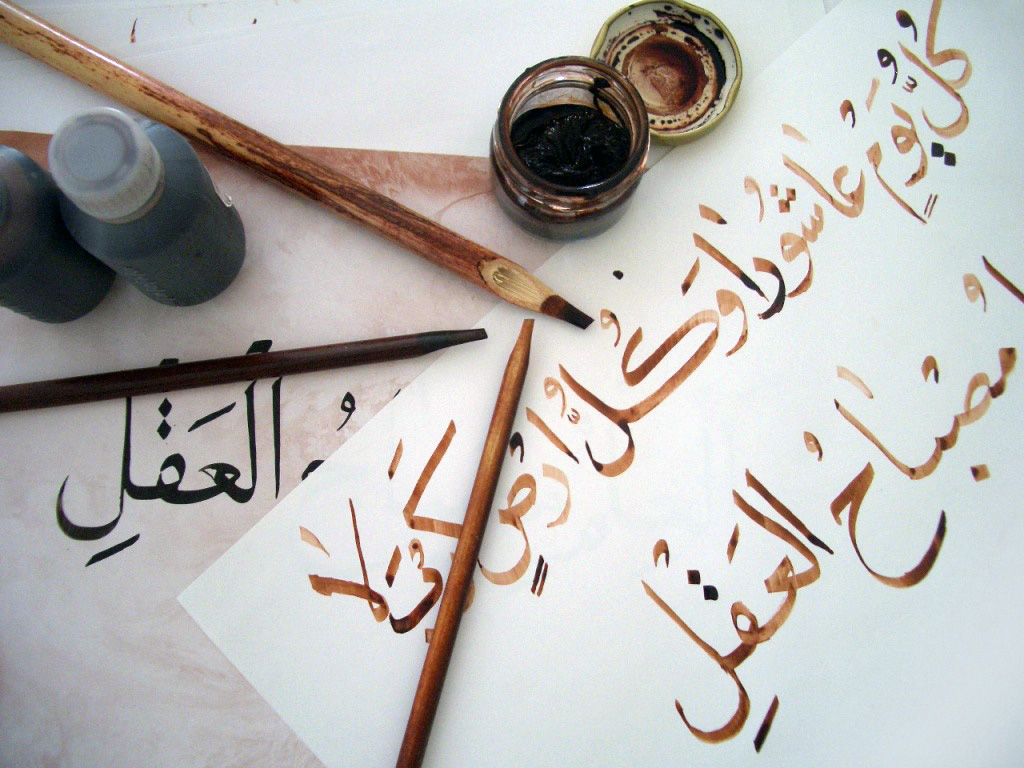
阿拉伯书法朴笔

朴笔（羅馬化：kalama，悉昙文：𑖎𑖩𑖦）是硬笔的一种类型，主要用于书写近东、内亚和南亚的文字，其着纸面是一条线而非一个点。主要有近东的蓋蘭筆（阿拉伯语：‎）、西藏的竹笔和地中海的芦苇笔等。当代近东、内亚和南亚的文字使用樸筆多爲書法緣故，同樣的文字使用水筆也能寫出但用朴筆更加好看，唯蘭札文必須使用幅度非常誇張的金屬製朴筆（parallel pen）纔能寫出。